# Real Canoe Natación Club

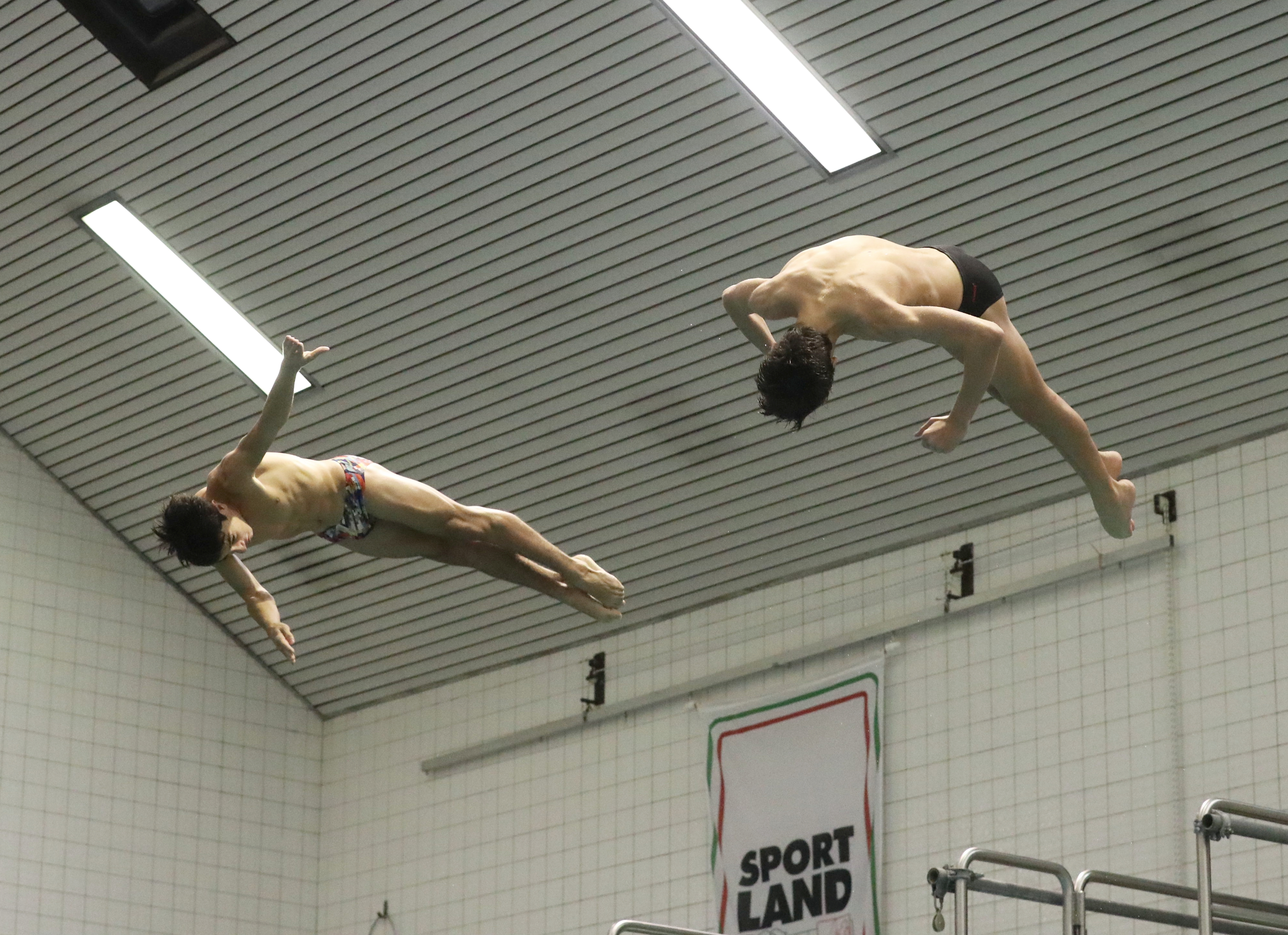
Saltadors del Real Canoe Natación Club

El Real Canoe Natación Club és un club esportiu de Madrid fundat l'any 1931 com a resultat de la fusió del Club Canoe, fundat un any abans, i el Club Natación Atlético, creat per Ernest Masses Forges, un dels fundadors del Club Natació Athlètic. Les seves principals seccions són la natació, el waterpolo, el basquetbol i el rugbi. Rebé el títol de Reial l'any 1988.
Dins de la natació cal destacar especialment les seccions de natació sincronitzada i, sobretot, la de salt de trampolí, aportant un gran nombre d'esportistes procedents d'aquest club a les diferents seleccions olímpiques, aconseguint arribar a finals dels Jocs Olímpics.
Pel que fa al waterpolo, l'equip del Canoe disputa la màxima categoria a nivell estatal, hi havent aconseguit guanyar en dos ocasions la Lliga espanyola (únic equip no català en aconseguir-ho), arribant a més a 5 finals de la Copa del Rei.
El 1940 es fundà la secció de basquetbol.
La secció de rugbi es fundà el 1963. Disputà la màxima categoria estatal durant molts anys, haguent aconseguit guanyar 5 Lligues, 10 Copes i 1 Supercopa a nivell nacional. Actualment està fusionat en el CRC Madrid.

## Palmarès

### Waterpolo
- 2 Lligues espanyoles: 1999 i 2000

### Rugbi
- 5 Lligues espanyoles: 1971, 1972, 1973, 2000 i 2009
- 10 Copes del Rei: 1964, 1966, 1970, 1971, 1974, 2001, 2002, 2003, 2008 i 2009
- 3 Copes Ibèriques: 1965, 1967 i 2001
- 1 Supercopa espanyola: 2009

### Bàsquet femení
- 3 Lligues espanyoles: 1984, 1985 i 1986
- 1 Copa de la Reina: 1996